# مذكرة تفاهم بين الأرجنتين وإيران

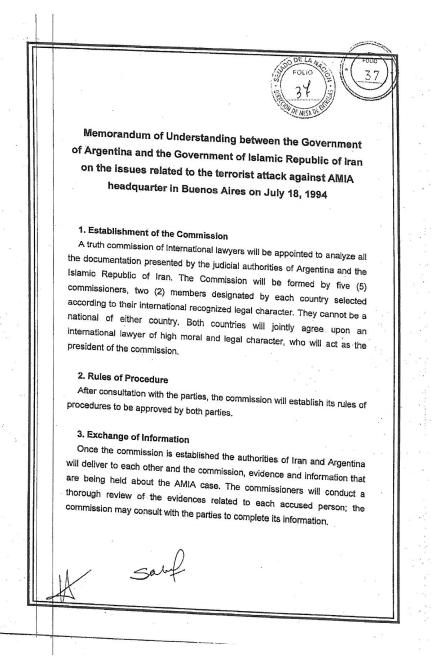

مذكرة تفاهم بين الأرجنتين وإيران وقعت الأرجنتين وإيران مذكرة تفاهم في 2013 لإجراء تحقيق مشترك في تفجير آميا. كان الاسم الكامل هو مذكرة تفاهم بين حكومة الأرجنتين وحكومة جمهورية إيران الإسلامية بشأن القضايا المتعلقة بالهجوم الإرهابي على مقر الرابطة في بوينس آيرس في 18 يوليو 1994. وقد ألغيت المذكرة في ديسمبر 2015 بعد فترة وجيزة تنصيب الرئيس الأرجنتيني ماوريسيو ماكري.

## التاريخ
كان تفجير آميا هجومًا إرهابيًا على الرابطة الأرجنتينية الإسرائيلية المتبادلة، وهو مركز كبير للجالية اليهودية في بوينس آيرس، والذي وقع في 18 يوليو 1994. ولا تزال القضية مفتوحة. واتهم المدعي العام ألبرتو نيسمان إيران في عام 2006 بتوجيه الهجوم ومليشيا جماعة حزب الله اللبنانية بتنفيذها.
وقعت الأرجنتين على مذكرة تفاهم مع إيران في عام 2013 خلال رئاسة كريستينا فرنانديز دي كيرشنر. ووافقت المذكرة على تمكين استجواب الإيرانيين المتهمين من قبل نيسمان وإنشاء «لجنة الحقيقة» لتحليل الأدلة المتعلقة بالمتهمين. نظرًا لأن كيرشنر كان لهما الأغلبية في مجلسي الكونغرس الأرجنتيني، تمت الموافقة على مشروع القانون دون مشكلة. عارض نيسمان المذكرة وقال إنها «تشكل تدخلاً غير مشروع من السلطة التنفيذية». قامت «ديفاسيون دي أسوسياسيونيس إسرائيليتاس أرجنتيناس» المنظمة الجامعة للجالية اليهودية في الأرجنتين بملأ التماس لإعلان عدم دستوريته، مشيرة إلى أدلة على تورط إيران في الهجوم. تم إعلان عدم دستورية المذكرة، واستأنفت الحكومة الحكم. بسبب هذه المحاكمة وعدم الموافقة الإيرانية لم تدخل المذكرة حيز التنفيذ. تم تقييم الاستئناف من قبل محكمة النقض، أعلى محكمة جنائية في البلاد. تأخرت العملية بسبب عزل القاضي لويس ماريا كابرال المثير للجدل، والذي تم استبداله بقاض آخر أكثر دعمًا لجدول أعمال الحكومة.
كما ندد نيسمان بالتستر على الرئيسة كريستينا فرنانديز دي كيرشنر والمستشار هيكتور تيمرمان لتوقيعهما المذكرة. تم العثور عليه ميتًا في منزله في اليوم السابق لتقديم قضيته إلى الكونغرس، قضية مقتله لا تزال مفتوحة كذلك. وسرعان ما أرشفة التنديد ضد فرنانديز دي كيرشنر.
خسرت جبهة النصر الانتخابات الرئاسية لعام 2015، وأصبح ماوريسيو ماكري الرئيس الجديد في 10 ديسمبر. وأصدر على الفور تعليمات لوزير العدل جيرمان جارافانو بسحب الاستئناف الذي صدق على الحكم الذي أعلن أنه غير دستوري. أشاد رئيس الوزراء الإسرائيلي بنيامين نتنياهو بذلك وقال: «هذا تغيير مرحب به في الاتجاه، وآمل أن نشهد تحسنًا كبيرًا في العلاقات بين الأرجنتين وإسرائيل وكذلك تغييرًا للأفضل في العلاقات مع دول أخرى في جنوب أمريكا في السنوات القادمة».